# Maurice Norman
Maurice Norman (Mulbarton, 8 maggio 1934 – 27 novembre 2022) è stato un calciatore inglese, di ruolo difensore.

## Carriera
Giocò nel Tottenham per quasi tutta la carriera, vincendovi il campionato nel 1961, la FA Cup nel 1961 e nel 1962 e la Coppa delle Coppe nel 1963.

## Statistiche

### Cronologia presenze e reti in nazionale
| Cronologia completa delle presenze e delle reti in nazionale ― Inghilterra | Cronologia completa delle presenze e delle reti in nazionale ― Inghilterra | Cronologia completa delle presenze e delle reti in nazionale ― Inghilterra | Cronologia completa delle presenze e delle reti in nazionale ― Inghilterra | Cronologia completa delle presenze e delle reti in nazionale ― Inghilterra | Cronologia completa delle presenze e delle reti in nazionale ― Inghilterra | Cronologia completa delle presenze e delle reti in nazionale ― Inghilterra | Cronologia completa delle presenze e delle reti in nazionale ― Inghilterra |
| Data                                                                       | Città                                                                      | In casa                                                                    | Risultato                                                                  | Ospiti                                                                     | Competizione                                                               | Reti                                                                       | Note                                                                       |
| -------------------------------------------------------------------------- | -------------------------------------------------------------------------- | -------------------------------------------------------------------------- | -------------------------------------------------------------------------- | -------------------------------------------------------------------------- | -------------------------------------------------------------------------- | -------------------------------------------------------------------------- | -------------------------------------------------------------------------- |
| 20-5-1962                                                                  | Lima                                                                       | Perù                                                                       | 0 – 4                                                                      | Inghilterra                                                                | Amichevole                                                                 | -                                                                          |                                                                            |
| 31-5-1962                                                                  | Rancagua                                                                   | Inghilterra                                                                | 1 – 2                                                                      | Ungheria                                                                   | Mondiali 1962 - 1º turno                                                   | -                                                                          |                                                                            |
| 2-6-1962                                                                   | Rancagua                                                                   | Argentina                                                                  | 1 – 3                                                                      | Inghilterra                                                                | Mondiali 1962 - 1º turno                                                   | -                                                                          |                                                                            |
| 7-6-1962                                                                   | Rancagua                                                                   | Bulgaria                                                                   | 0 – 0                                                                      | Inghilterra                                                                | Mondiali 1962 - 1º turno                                                   | -                                                                          |                                                                            |
| 10-6-1962                                                                  | Viña del Mar                                                               | Brasile                                                                    | 3 – 1                                                                      | Inghilterra                                                                | Mondiali 1962 - Quarti di finale                                           | -                                                                          |                                                                            |
| 3-10-1962                                                                  | Sheffield                                                                  | Inghilterra                                                                | 1 – 1                                                                      | Francia                                                                    | Qual. Euro 1964                                                            | -                                                                          |                                                                            |
| 6-4-1963                                                                   | Londra                                                                     | Inghilterra                                                                | 1 – 2                                                                      | Scozia                                                                     | Torneo Interbritannico 1962                                                | -                                                                          |                                                                            |
| 8-5-1963                                                                   | Londra                                                                     | Inghilterra                                                                | 1 – 1                                                                      | Brasile                                                                    | Amichevole                                                                 | -                                                                          |                                                                            |
| 29-5-1963                                                                  | Bratislava                                                                 | Cecoslovacchia                                                             | 2 – 4                                                                      | Inghilterra                                                                | Amichevole                                                                 | -                                                                          |                                                                            |
| 5-6-1963                                                                   | Basilea                                                                    | Svizzera                                                                   | 1 – 8                                                                      | Inghilterra                                                                | Amichevole                                                                 | -                                                                          |                                                                            |
| 12-10-1963                                                                 | Cardiff                                                                    | Galles                                                                     | 0 – 4                                                                      | Inghilterra                                                                | Torneo Interbritannico 1963                                                | -                                                                          |                                                                            |
| 23-10-1963                                                                 | Londra                                                                     | Inghilterra                                                                | 2 – 1                                                                      | Resto del Mondo                                                            | Amichevole                                                                 | -                                                                          |                                                                            |
| 20-11-1963                                                                 | Londra                                                                     | Inghilterra                                                                | 8 – 3                                                                      | Irlanda del Nord                                                           | Torneo Interbritannico 1963                                                | -                                                                          |                                                                            |
| 11-4-1964                                                                  | Glasgow                                                                    | Scozia                                                                     | 1 – 0                                                                      | Inghilterra                                                                | Torneo Interbritannico 1963                                                | -                                                                          |                                                                            |
| 6-5-1964                                                                   | Londra                                                                     | Inghilterra                                                                | 2 – 1                                                                      | Uruguay                                                                    | Amichevole                                                                 | -                                                                          |                                                                            |
| 17-5-1964                                                                  | Oeiras                                                                     | Portogallo                                                                 | 3 – 4                                                                      | Inghilterra                                                                | Amichevole                                                                 | -                                                                          |                                                                            |
| 24-5-1964                                                                  | Dublino                                                                    | Irlanda                                                                    | 1 – 3                                                                      | Inghilterra                                                                | Amichevole                                                                 | -                                                                          |                                                                            |
| 27-5-1964                                                                  | New York                                                                   | Stati Uniti                                                                | 0 – 10                                                                     | Inghilterra                                                                | Amichevole                                                                 | -                                                                          |                                                                            |
| 30-5-1964                                                                  | Rio de Janeiro                                                             | Brasile                                                                    | 5 – 1                                                                      | Inghilterra                                                                | Amichevole                                                                 | -                                                                          |                                                                            |
| 4-6-1964                                                                   | San Paolo                                                                  | Inghilterra                                                                | 1 – 1                                                                      | Portogallo                                                                 | Amichevole                                                                 | -                                                                          |                                                                            |
| 6-6-1964                                                                   | Rio de Janeiro                                                             | Argentina                                                                  | 1 – 0                                                                      | Inghilterra                                                                | CN                                                                         | -                                                                          |                                                                            |
| 3-10-1964                                                                  | Belfast                                                                    | Irlanda del Nord                                                           | 3 – 4                                                                      | Inghilterra                                                                | Torneo Interbritannico 1964                                                | -                                                                          |                                                                            |
| 21-10-1964                                                                 | Londra                                                                     | Inghilterra                                                                | 2 – 2                                                                      | Belgio                                                                     | Amichevole                                                                 | -                                                                          |                                                                            |
| 18-11-1964                                                                 | Londra                                                                     | Inghilterra                                                                | 2 – 1                                                                      | Galles                                                                     | Torneo Interbritannico 1964                                                | -                                                                          |                                                                            |
| 9-12-1964                                                                  | Amsterdam                                                                  | Paesi Bassi                                                                | 1 – 1                                                                      | Inghilterra                                                                | Amichevole                                                                 | -                                                                          |                                                                            |
| Totale                                                                     |                                                                            | Presenze                                                                   | 23                                                                         |                                                                            | Reti                                                                       | 0                                                                          |                                                                            |

## Palmarès

### Club

#### Competizioni nazionali
- Campionato inglese: 1

Tottenham: 1960-1961
- Coppa d'Inghilterra: 2

Tottenham: 1960-1961, 1961-1962
- Community Shield: 2

Tottenham: 1961, 1962

#### Competizioni internazionali
- Coppa delle Coppe: 1

Tottenham: 1962-1963